# La Roche Percée
La Roche Percée is een gehucht in de Belgische provincie Luxemburg. De plaats ligt in de gemeente Martelange aan de N4 ten noorden van de gemeentehoofdplaats waar de Chemin de Warnach naar het oosten richting Grumelange van de N4 af loopt. Er wordt naast Frans ook Luxemburgs gesproken.
Dorp: Martelange

Overige plaatsen: Grumelange · La Folie · La Roche Percée · Neuperlé · Radelange

Belgische gemeenten · Arrondissement Aarlen · Luxemburg · Wallonië